# Alfred Benzon (1855–1932)
Boje Peter Lorenz Alfred Benzon, född 17 januari 1855 i Köpenhamn, död där 21 maj 1932, var en dansk apotekare och fabrikör. Han var son till Alfred Benzon (1823–1884) och bror till Otto Benzon.
Benzon blev student 1873 och filosofie kandidat 1874. Han var därefter elev i faderns apotek, avlade medhjälparexamen 1875, blev medhjälpare på apoteket i Nykøbing Falster och avlade 1877 farmaceutisk kandidatexamen.  Under de följande sju åren tjänstgjorde han i faderns rörelse, men ägnade sig även åt målarkonst och höll flera år utställningar på Charlottenborg. År 1884 övertog han tillsammans med brodern, författaren Otto Benzon, faderns rörelse, som omfattade apotek, fabrik, engroshandel och kemikaliehandel.
Benzon tog aktiv del i offentlig verksamhet; 1896–1908 var han borgarrepresentant i Köpenhamn, 1901–1903 var han medlem av Folketinget, där han i politiskt hänseende tillhörde Venstrereformpartiet. Från 1902 var han som den ena av Folketingets representanter medlem av Köpenhamns hamnstyrelse. Åren 1894–1926 var han ordförande för Danmarks Apotekerforening.
Benzon var även styrelseordförande i De forenede Bryggerier, Nordisk Benzin Kompagni och Nordisk Plombefabrik. Han var styrelseledamot i många aktiebolag, bland annat Den Kongelige Porcelænsfabrik, Aluminia, De forenede Gummi- og Luftringefabrikker, Nordisk Tråd- og Kabelfabrik, Switzers Bjergningsentreprise, ångbåtsbolagen Vulkan och Merkur samt ledamot av Privatbankens bankråd.
Benzon hade även stort intresse för sport och var bland annat under många år vice ordförande i Kongelig Dansk Yachtklub. Han utarbetade ett system för mätregler, vilka resulterade i bildandet av International Yacht Racing Union, vars styrelse han tillhörde.

## Utmärkelser
- Riddare av Dannebrogorden,  1894[4]
- Dannebrogsmännens hederstecken,  1913[4]
- Kommendör av Dannebrogorden,  1919[4]

[Redigera Wikidata]